# Oscar Handlin
Oscar Handlin (New York, 29 settembre 1915 – Cambridge, 20 settembre 2011) è stato uno storico statunitense.
La sua opera è incentrata sul tema degli immigrati negli Stati Uniti e sulla loro influenza culturale.
Grazie alla sua opera The Uprooted gli fu assegnato, nel 1952, il Premio Pulitzer per la storia.

## Biografia
Nato a Brooklyn, fu il maggiore di tre figli di immigrati russo-ebrei. Sua madre, Ida Yanowitz, emigrò negli Stati Uniti nel 1904 e lavorò nel settore dell'abbigliamento. Il padre Joseph studiò in una scuola commerciale in Ucraina ed emigrò nel 1913 dopo essere stato di stanza ad Harbin, in Cina, come soldato durante la guerra russo-giapponese. I genitori di Handlin si sono sempre dedicati con passione alla letteratura e alla cura del pensiero. La loro esperienza di persecuzione religiosa nella Russia zarista, che fu la vera causa del loro essere emigranti, portò in loro una passione zelante per la democrazia e la giustizia sociale (Handlin può essere considerato a tutti gli effetti una sorta di precursore del movimento cosiddetto dei "red diaper baby"). La coppia possedeva un negozio di alimentari che si ben avviò e, il cui successo insieme con investimenti immobiliari permise loro di iscrivere e far studiare i loro figli Oscar, Nathan, e Sarah nella prestigiosa università di Harvard.
Noto per la sua memoria prodigiosa che gli ha permesso di frequentare le lezioni senza prendere appunti, nel 1930 Handlin poté entrare al Brooklyn College all'età di 15 anni, conseguendo poi la laurea nel 1934, e guadagnando un MA ad Harvard nel 1935; dopo il quale vinse un "Frederick Sheldon Fellowship" per la ricerca in Europa. "Io non so perché, il Dr. Handlin ha scherzato su se stesso in una intervista sul "Boston Globe" del 1952." Credo che (alla gente) piacesse la mia faccia. Viaggiando in Inghilterra, Irlanda, Italia e Francia, ha raccolto sufficiente materiale che si sarebbe concentrato nel suo primo libro: "Gli immigrati, 1790-1865" (1941).
Tra il 1936 e il 1938 Handlin insegnò storia al Brooklyn College prima di rientrare alla Harvard University.
Secondo Handlin, fu Arthur M. Schlesinger, Sr., il fautore dei suoi studi, il quale: "ha diretto la mia attenzione ai temi di storia sociale che da allora hanno occupato gran parte della mia attenzione", sollecitandomi nello scrivere la mia tesi di laurea in materia di immigrazione nella Boston nel tardo XVIII e XIX secolo; nel 1940 ha ricevuto il suo dottorato di ricerca, col il quale ebbe il privilegio di entrare alla facoltà nel 1939 e rimanendo fino al 1986: ampliando e concentrando il suo lavoro intorno al tema degli immigrati negli Stati Uniti e la loro influenza sulla cultura.
Durante il suo periodo come studente laureato a Harvard, a Handlin fu negata la carica di vice presidente nello "Henry Adams Club" per essere di origine ebraica. Fu tra i primi studiosi ebrei ad essere incaricato di tenere una cattedra completa di Harvard.
Un uomo di poche parole fuori aula, per Handlin i fatti hanno contato quanto ogni singola parola. È stato sempre caratterizzato da uno spirito sardonico affinato dal suo amore per i romanzi di James Branch Cabell, le operette di Gilbert & Sullivan, e le vignette di Al Capp, che era un amico di famiglia.
Morì a Cambridge, nel Massachusetts. Pur essendo un anti-comunista e convinto oppositore della guerra del Vietnam, è stato onorato da entrambi i fronti accademici di sinistra e di destra.